# Balerejo (Tlogomulyo)
Balerejo is een bestuurslaag in het regentschap Temanggung van de provincie Midden-Java, Indonesië. Balerejo telt 1432 inwoners (volkstelling 2010).